# Kemberg
Kemberg − miasto w Niemczech, w kraju związkowym Saksonia-Anhalt w powiecie Wittenberga.
Do 31 grudnia 2009 miasto było siedzibą wspólnoty administracyjnej Kemberg.

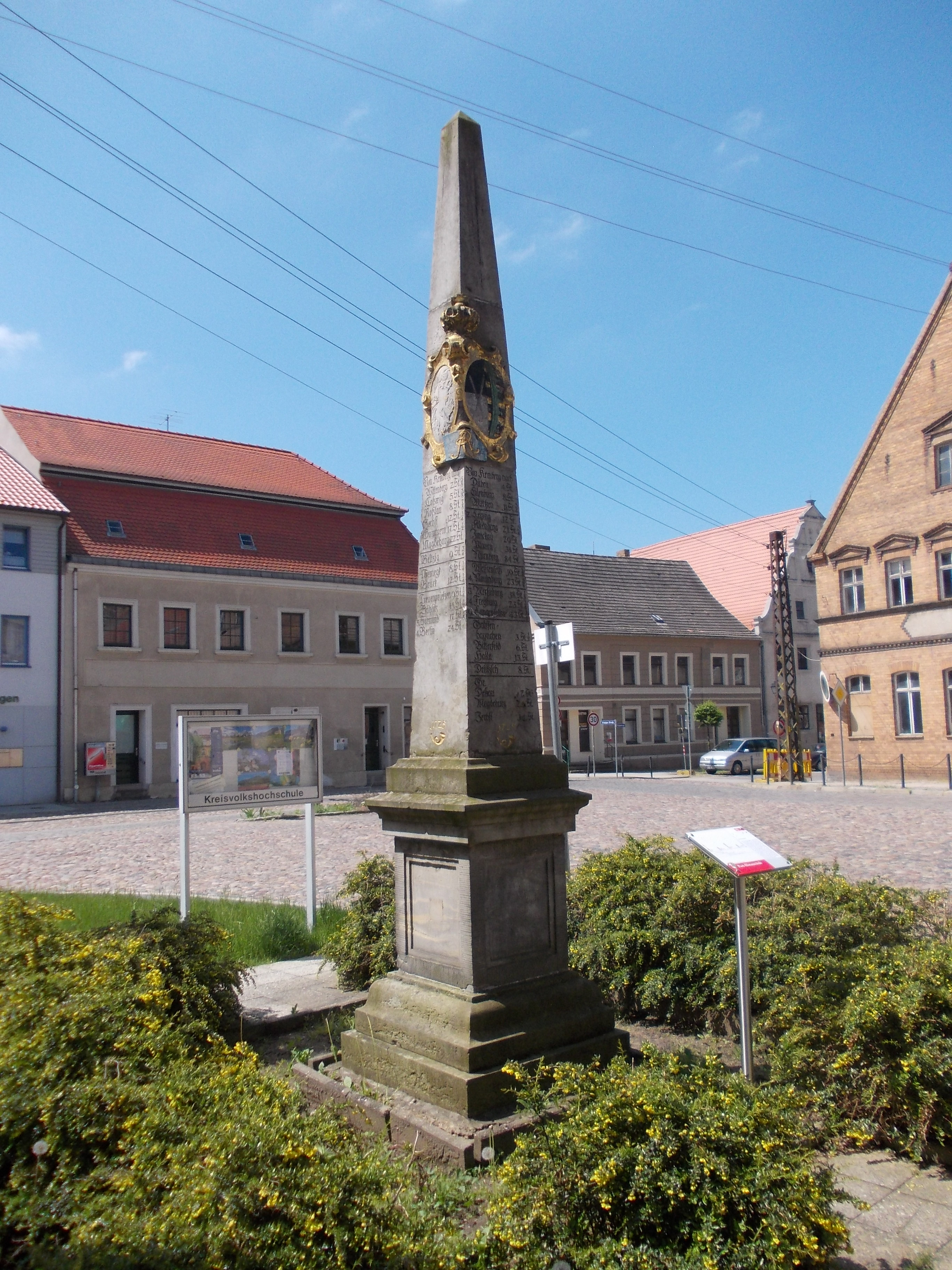
Polsko-saski słup pocztowy (1725) na Rynku

## Geografia
Miasto położone jest na południe od Wittenbergi.

## Dzielnice
Do miasta przyłączano gminy, które stały się automatycznie jego dzielnicami::
Bergwitz (1 lipca 2005)
Ateritz (1 stycznia 2006)
Dorna (1 stycznia 2007)
Globig-Bleddin (1 stycznia 2009)
Dabrun, Eutzsch, Rackith, Radis, Rotta, Schleesen, Selbitz, Uthausen i Wartenburg (1 stycznia 2010)

## Współpraca
Miejscowość partnerska:
- Colmberg, Bawaria (kontakty utrzymuje dzielnica Wartenburg)
- Selbitz, Bawaria (kontakty utrzymuje dzielnica Selbitz)